# Katie Piper
Kate Elizabeth Piper (Andover, Hampshire, 12 de octubre de 1983) es una filántropa, presentadora de televisión y ex modelo británica.
Ella era una aspirante a modelo a mediados de la década de 2000. En marzo de 2008, fue atacada con ácido por su exnovio y un cómplice, causándole un gran daño en la cara y ceguera en un ojo. Piper se sometió a una cirugía pionera para restaurar su rostro y visión. Ambos atacantes fueron condenados a cadena perpetua. En 2009, Piper renunció a su derecho al anonimato con el fin de aumentar la conciencia sobre las víctimas de quemaduras. Su experiencia fue documentada en el documental de Channel 4, Katie: My Beautiful Face, parte de la serie Cutting Edge de 2009. Posteriormente se ha repetido en varias ocasiones, puesto a disposición para el acceso a pedido en línea y vendido internacionalmente.
Más recientemente, Piper ha aparecido en una serie de seguimiento para Channel 4, lanzó una autobiografía de gran éxito de ventas y tuvo una columna regular en revistas semanales. También presenta la serie de televisión Bodyshockers en Channel 4 sobre los miembros del público a punto de someterse a procedimientos que alteran el cuerpo y aquellos que lamentan los procedimientos que han tenido. Su trabajo principal ha sido para la Katie Piper Foundation, que fundó para ayudar a las víctimas de quemaduras y otras lesiones por desfiguración. El 13 de agosto de 2018, participó en la serie 16 de Strictly Come Dancing.

## Primeros años
Piper nació en Andover, Hampshire, siendo sus padres David Piper y su esposa Diane, asistió a Harrow Way School y Portway Junior School de niña. Tiene un hermano mayor, Paul y una hermana menor, Suzy.
Después de dejar la escuela, Piper empezó como esteticista, con el objetivo de desarrollar su afición por la moda y la belleza y seguir los pasos de su padre, que trabajaba como barbero.

## Carrera antes del ataque
Piper posteriormente comenzó una carrera en el modelaje; participó en varias fotos de moda, glamour y fotos promocionales durante su carrera, incluida la creación de modelos para periódicos nacionales.
Piper también participó en concursos y concursos de belleza competitivos; fue la segunda finalista en el concurso de belleza Miss Winchester 2006 y participó en el concurso Little Black Book de la revista Maxim en 2006.
Piper también comenzó a trabajar como modelo promocional, apareciendo y llevando a cabo tareas publicitarias en eventos en vivo, como trabajar como una chica con tarjeta de visita en accesorios de artes marciales. Fue a través de su trabajo como ring-girl que Piper se hizo conocida dentro de la comunidad de artes marciales mixtas.
Piper también realizó una carrera como presentador de televisión digital, trabajando principalmente en programas y funciones de televisión por Internet y en pequeños canales de televisión digital, principalmente en los campos de compras y de chat en vivo. A medida que su carrera comenzó a desarrollarse, Piper se mudó de la casa de su familia en Hampshire y comenzó a vivir con amigos en un departamento en la zona de Golders Green, en el norte de Londres.

## Asalto y ataque con ácido
Daniel Lynch, un entusiasta de las artes marciales quien había estado siguiendo la carrera de Piper, la conoció a través del sitio social en línea Facebook. Desconocido por ella, Lynch había sido encarcelado anteriormente por arrojar agua hirviendo en la cara de un hombre. Los dos se conocieron en persona en Reading, Berkshire, donde Piper había estado trabajando, inicialmente estando ella satisfecha con la relación.
Dos semanas después de su relación, la pareja reservó un hotel en Bayswater, después de una comida. En la habitación del hotel, Lynch violó y golpeó a Piper, amenazó con cortarla con una navaja de afeitar y colgarla, y la apuñaló varias veces en los brazos. Después de ocho horas en el hotel, regresaron al apartamento de Piper en Golders Green. Fue tratada por sus heridas en el Royal Free Hospital, pero retuvo la naturaleza del incidente a los doctores y la policía, ya que le tenía miedo a Lynch.
Ella recibió numerosas llamadas telefónicas y disculpas de Lynch. El 31 de marzo de 2008, dos días después del ataque inicial, él persuadió a Piper a ir a un cibercafé para leer un correo electrónico que había enviado a su cuenta de Facebook. Lynch le dio detalles a Stefan Sylvestre, quien la identificó en Golders Green Road. Usando una sudadera con capucha para ocultar su identidad, Sylvestre se acercó a Piper, quien pensó que iba a pedir dinero, y luego le arrojó ácido sulfúrico en la cara.
El ataque fue mostrado en CCTV, y tanto Lynch como Sylvestre fueron arrestados más tarde.
Lynch recibió dos cadenas perpetuas y cumplirá un mínimo de 16 años. Sylvestre recibió una cadena perpetua, y servirá un mínimo de 12 años. Como recluso previo al juicio, Lynch fue retenido en la prisión de Pentonville.

## Tratamiento y recuperación
Inmediatamente después del ataque, Piper corrió a un café local, donde se llamó a una ambulancia. Las cuadrillas tuvieron que esperar una hora antes de poder tratar a Piper, debido al riesgo que presentaba el ácido, que aún no se había identificado en ese punto, y porque Sylvestre todavía podría haber estado cerca. Piper fue tratada en el Hospital Chelsea y Westminster, donde su tratamiento fue dirigido por el Dr. Mohammad Ali Jawad. El ácido, algunos de los cuales Piper había tragado, la cegó en su ojo izquierdo y causó quemaduras de grosor parcial y grueso. Los cirujanos eliminaron por completo la piel de la cara de Piper, y la reemplazaron con un sustituto de la piel, Matriderm, para construir los cimientos de un injerto de piel. Este procedimiento fue el primero de este tipo en realizarse en una sola operación.
Piper fue puesta en coma inducido por 12 días, durante los cuales su peso bajó a 38 kg (84 lbs). Ella ha sido sometida a un total de 40 operaciones quirúrgicas para tratar sus heridas, y usó una máscara plástica durante 23 horas al día, lo que aplastó las cicatrices y ayudó a retener la humedad. Como parte de su cuidado del Servicio Nacional de Salud, Piper fue tratada en una clínica en el sur de Francia. El tratamiento que recibió allí fue diseñado para descomponer el tejido cicatricial y prevenir la contracción de la piel.
Luego del ataque, Piper se mudó de su apartamento en Londres y regresó a Hampshire para vivir con sus padres y su hermana menor Suzy. Su madre, Diane Piper, que era asistente de salón en una escuela primaria, renunció a su trabajo para poder cuidar a su hija después del ataque.

## Vida personal
Después de su recuperación y del exitoso establecimiento de la Katie Piper Foundation, Piper volvió a mudarse de la casa familiar y volvió a vivir sola en Londres, un proceso documentado en los episodios de Katie: My Beautiful Face; más tarde se mudó a vivir con su pareja Richard Sutton, un carpintero y eventual padre de Belle. Aunque ya no reside allí, Piper continúa manteniendo fuertes vínculos con Andover y Hampshire, donde su familia permanece.
En octubre de 2013, anunció que estaba embarazada. Dio a luz a su primera hija, Belle Elizabeth, en marzo de 2014. En diciembre de 2014, anunció su compromiso con su pareja Richard James Sutton. Se casaron el 6 de noviembre de 2015. En junio de 2017, anunció que estaba embarazada de su segunda hija. El 13 de diciembre de 2017, dio a luz a la segunda hija de la pareja.

## Televisión y radio

### Katie: My Beautiful Face
Aunque Piper tenía derecho a permanecer en el anonimato debido a la agresión sexual, optó por renunciar al anonimato, en un intento de aumentar la conciencia pública sobre la situación de las víctimas de quemaduras, y también sobre el tratamiento que reciben. Piper también participó en un documental sobre su experiencia, Katie: My Beautiful Face, que fue transmitido por Channel 4 el 29 de octubre de 2009, y según las cifras de Attentional, ganó más de 3,3 millones de espectadores. El programa se repitió tres veces durante 2009: una vez el día de Navidad de 2009 en Channel 4 (para empatar con Piper dando el Mensaje navideño alternativo) y dos veces en More4 (a principios de noviembre y finales de diciembre, cada uno unos días después de una proyección C4) El 13 de febrero de 2011 se realizó una nueva evaluación adicional antes del lanzamiento del libro de Piper y la serie de seguimiento. La película fue transmitida a los televidentes en Gales sobre el ahora desaparecido servicio analógico de S4C el 15 de noviembre de 2009 a medianoche: los televidentes de Gales tenían acceso a las transmisiones de Channel 4 y More4.
El documental ha sido puesto a la venta mundial por Mentorn International y ha sido recogido para su difusión en una serie de territorios. La película también se ha puesto a disposición de los televidentes del Reino Unido bajo demanda a través de la plataforma en línea 4oD de Channel 4 y el canal 4oD en la sección de programas de televisión de YouTube del Reino Unido.

### Mensaje navideño alternativo
El 25 de diciembre de 2009, Katie Piper leyó el Mensaje navideño alternativo de 2009 en Channe 4. El mensaje era sobre las propias experiencias de Piper, su familia y no juzgar a las personas por su apariencia. El mensaje fue producido por Mentorn Media, la firma que también produjo Katie: My Beautiful Face.
En diciembre de 2011, Piper participó en su segundo mensaje navideño alternativo para Channel 4; en uno de los dos mensajes emitidos ese año, se unió a los participantes de Seven Dwarves, Beauty and the Beast: Ugly Face of Prejudice y My Transsexual Summer por un mensaje con el tema «Just Be Yourself» (el otro mensaje presentaba al personal senior de la escuela presentada en Educating Essex.)

### 20/20
El 8 de enero de 2010, la serie de televisión 20/20 de la revista de noticias de ABC presentó a Katie Piper como su principal tema. El programa consistió en una nueva entrevista, dirigida por Elizabeth Vargas, y metrajes de Piper en casa, incluyendo material que había aparecido en Katie: My Beautiful Face.

### Katie: My Beautiful Friends
En mayo de 2010, se confirmó que Katie Piper participaría en una nueva serie para Channel 4. La serie volvería a ver a Piper trabajando con Mentorn Media, productora de Katie: My Beautiful Face. La serie presenta a Piper conociendo a personas que han sido desfiguradas, discapacitadas o físicamente alteradas como resultado de una enfermedad, lesión, asalto, accidente o cirugía. En mayo de 2010, apareció en el sitio web Take Part de Channel 4 una convocatoria de posibles sujetos de la entrevista. Las películas también describen el desarrollo y crecimiento de la Katie Piper Foundation, y los esfuerzos de Piper para lograrlo. La serie se titula Katie: My Beautiful Friends, y comenzó su recorrido de cuatro partes el 22 de marzo de 2011. Se colocaron elementos de información de apoyo y contenido asociado relevante relacionado con el programa en el sitio web de Channel 4 en conjunto con la transmisión del programa. La serie fue transmitida en Estados Unidos en OWN desde el 16 de agosto de 2011.

#### Guía de episodios
| Episodio | Descripción | Fecha al aire       |
| -------- | --- | ------------------- |
| 1.1      | Katie conoce a Chantelle, quien sufre una malformación arteriovenosa y requiere una cirugía urgente, y Adele, una bailarina adolescente de ballet escaldada cuando sufrió un ataque epiléptico en la ducha.              | 22 de marzo de 2011 |
| 1.2      | Katie se encuentra con Will, un adolescente que comienza su camino hacia la recuperación después de una reciente explosión en una parrilla, y Emily, una graduada quemada en un incendio de casa cuando era niña.        | 29 de marzo de 2011 |
| 1.3      | Katie conoce a Amit, un estudiante universitario con neurofibromatosis, y al aspirante a ilustrador de cómics Andrew, que tiene el síndrome de Treacher Collins.                                                         | 5 de abril de 2011  |
| 1.4      | Katie conoce a la víctima del síndrome de Pfeiffer, Kayleigh, y George, quien se somete a una cirugía por una forma de cáncer de piel hereditario. Ella también vuelve a visitar a Chantelle para verificar su progreso. | 12 de abril de 2011 |

### Katie: The Science of Seeing Again
El 7 de febrero de 2012, Channel 4 transmitió una nueva película con Piper mientras se preparaba para someterse a una cirugía de células madre en un intento por restaurar la vista en su ojo izquierdo dañado. "Katie: The Science of Seeing Again" vio a Piper examinar la biología de los ojos, visitar Estados Unidos para analizar el debate religioso y moral sobre el uso de embriones en la investigación con células madre y controlarla mientras se sometía al tratamiento cirujano Sheraz Daya en el Centro para la vista en East Grinstead, West Sussex. Al igual que las cinco películas previas de Piper en Channel 4, esta fue producida por Mentorn Media. Dentro del programa, ella reveló que se había sometido a 109 operaciones médicas en los cuatro años posteriores al ataque con ácido, y que la operación ocular era su número 110.

### Bodyshockers
En la primavera de 2013, más o menos al mismo tiempo que se confirmaba la participación de Piper en Gok Live, se anunció su próximo proyecto en solitario C4, que sería una nueva serie documental con el título Undo Me, que consideraría cosméticos y cirugía. procedimientos, y dar consejos a aquellos que buscan restaurar un aspecto más natural que previamente se sometieron a tratamientos que ahora lamentan. Undo Me fue, al igual que Gok Live, producido por el equipo de Endemol UK, Remarkable Television, y se proyectó inicialmente para fines de 2013, aunque la transmisión se retrasó posteriormente en 2014.
Undo Me finalmente comenzó a emitirse semanalmente desde el 30 de enero de 2014, momento en el cual la serie propuesta de seis episodios se había reducido a cuatro partes y había adquirido el nombre de Bodyshockers, y cada episodio tenía un subtítulo vinculado al tema principal del episodio.
En el verano de 2014, se confirmó que Channel 4 había encargado una segunda serie de Bodyshockers. Los nuevos episodios entraron en producción en otoño de 2014 para su transmisión programada a principios de 2015. Bodyshockers se convierte así en el primero de los programas de Piper reordenados para una segunda serie. Esta segunda serie, que ha visto el programa adquirir el subtítulo «Nips, Tucks and Tattoos» para todos los episodios transmitidos (los títulos de episodios individuales continúan apareciendo en el sitio web de Channel 4) comenzó a transmitirse los lunes por la noche desde el 5 de enero de 2015, transfiriendo a los miércoles por la noche en parte a través de la carrera.
En febrero de 2015, en el transcurso de la transmisión de la segunda serie, se confirmó que el Canal 4 había ordenado una tercera serie de Bodyshockers.

### Otros trabajos de televisión y radio
Piper ha aparecido en una serie de programas de televisión y radio para hablar sobre su experiencia; la serie australiana 60 Minutes la presentó en noviembre de 2009. En el mismo mes, ella apareció en el programa presentado por Krishnan Guru-Murthy en Channel 4, The TV Show, para debatir sobre la reacción al documental original.
También ha aparecido como invitada en una serie de revistas británicas y programas de noticias que incluyen a Live From Studio Five, Woman's Hour, BBC Breakfast y This Morning. Fuera del Reino Unido, ha aparecido en emisoras incluyendo CNN.
Apareció en The Michael Ball Show el 6 de septiembre de 2010, y en Lorraine el 7 de octubre de 2010 El 3 de noviembre de ese año, ella apareció en un programa de entrevistas noruego llamado Trude en TV2.
Alrededor de la época de la transmisión de Katie: My Beautiful Friends, Piper apareció en una serie de revistas y presenta programas para debatir la serie, en algunos casos acompañados por uno de los embajadores; estas apariciones incluyen a This Morning (con Adele), The Vanessa Show (con Amitish), Fern (con Kayleigh), OK! TV y Loose Women (Piper sola). También apareció en BBC Radio 5 Live con Chantelle como invitados de Phil Williams (sentados con Victoria Derbyshire), pero antes de su salida al aire Chantelle fue insultada por un guardia de seguridad en los estudios, un incidente al que posteriormente se refirió Williams en el aire durante la entrevista.
Piper apareció como invitada en Sunday Brunch de Channel 4 en mayo de 2012 y nuevamente en abril de 2013, y en Paralympic Games Breakfast Show 2012 del canal el 1 de septiembre de 2012. Luego apareció en el panel de The Wright Stuff de Channel 5 el 29 de octubre. una edición del programa presentado por Richard Madeley.
En octubre de 2012, Piper participó en una nueva serie de una semana para Channel 4. Hotel GB vio a un grupo de personalidades de Channel 4, encabezadas por Mary Portas, Gordon Ramsay, Gok Wan, Kirstie Allsopp, Phil Spencer, Christian Jessen, Kim Woodburn y Piper, dirigiendo un hotel en Londres con el objetivo de capacitar a un grupo de jóvenes desempleados para posibles carreras en la industria de la hospitalidad, con los visitantes capaces de visitar el hotel como invitados y utilizar las instalaciones. Piper recurrió a su pasado como esteticista para dirigir el área de spa y salón del hotel, con la asistencia de uno de los aprendices, Manisha
A principios de 2013, Piper nuevamente participó en un proyecto multidireccional de Channel 4 junto con otros presentadores de la estación; esto fue para The Secret Millions, una serie derivada de Secret Millionaire que vio a cada uno de los cinco anfitriones de C4-Piper, Gok Wan, George Clarke, David Fishwick y Jimmy Doherty-trabajar con una organización benéfica o de servicio público, ejecutando un plan o piloto con la ayuda de personas desfavorecidas o desempleadas, con el objetivo de convencer al Big Lottery Fund de que otorgue hasta £2 millones de euros en fondos (por esquema) para que dichos proyectos se implementen de manera más completa. La serie de cinco episodios comenzó con el proyecto de George Clarke el 17 de marzo de 2013, el episodio de Piper se transmitió el 14 de abril como el cuarto de cinco transmitidos, y el programa presentó un proyecto en el que los prisioneros reformados fueron preparados para reingresar en el lugar de trabajo de colocaciones en la fabricación de muebles. En la semana previa a la transmisión de Secret Millions, The Community Channel relanzó varios de los pasados documentales de Channel 4 de Piper del 8 de abril.
En el verano de 2013, Channel 4 anunció nuevamente un nuevo proyecto de televisión que involucra a Piper trabajando junto a Gok Wan. Esto implicaría que Piper participe regularmente en una nueva serie de moda en vivo Gok Live: Stripping for Summer se transmitió en tres semanas en vivo desde la plaza de MediaCityUK en Salford Quays y vio a Piper asistir al cambio de imagen de cada semana, así como a presentar informes filmados sobre consejos de belleza de verano para cada episodio. Gok Live fue producido por Remarkable Television, una división de Endemol UK. La comisión de Undo Me se confirmó casi al mismo tiempo que la de Gok Live, pero este último salió al aire primero.
Piper también apareció en la edición de Gok Wan de Celebrity Deal or No Deal en 2013.
Piper presentó Never Seen a Doctor de Channel 4, que comenzó el 4 de mayo de 2016.
En 2018, se convirtió en embajadora de la marca de Swarovski, junto con la famosa chef Nadiya Hussain y el fundador de CoppaFeel, Kris Hallenga.
El 13 de agosto de 2018, Piper fue anunciada como la primera concursante de la serie 16 de Strictly Come Dancing, siendo emparejada con el bailarín profesional Gorka Márquez. El 14 de octubre de 2018, fueron la tercera pareja en ser eliminada quedando en el decimotercer puesto.

## Escritura

### Autobiografía
La autobiografía de Piper, llamada Beautiful, fue publicada en edición de bolsillo por Ebury Press el 17 de febrero de 2011. Los segmentos del libro fueron serializados durante dos semanas a fines de enero y principios de febrero de 2011 en el periódico Mail on Sunday.

### Libros subsiguientes
Piper había firmado un nuevo contrato de tres libros con la editorial Quercus, que la verá escribiendo una serie de nuevos títulos, comenzando en mayo de 2012 con el lanzamiento de una herramienta de autoayuda, el libro se tituló Things Get Better: If You Believe Then You Will Survive.
The next book bearing Piper's name was a page-a-day compilation of positive affirmations, quotes and mantras, Start Your Day with Katie, que se lanzó a finales de septiembre de 2012; en la preparación de esto, Quercus ejecutó una selección de citas del libro durante septiembre en una página dedicada de Blogspot.
En octubre de 2013 Piper anunció a través de Twitter que se había reunido con representantes de Quercus Books para producir un segundo volumen de memorias, probablemente para cubrir el período posterior a la publicación de Beautiful en 2011. Posteriormente, se confirmó que esta segunda autobiografía se titulaba Beautiful Ever After y fue lanzado el 1 de septiembre de 2014.
Piper lanzó su siguiente libro Confidence: the Secret a finales de 2016.

### Como columnista
Piper comenzó una columna regular en la revista Reveal en abril de 2011. Esto terminó en julio de 2012. En octubre de 2012 comenzó su segunda etapa como columnista, escribiendo semanalmente para la revista Now; esta columna funcionó hasta enero de 2014. Piper también ha escrito ocasionalmente «columnas invitadas» para periódicos como Sunday Mirror y su compañero de línea de Trinity Mirror, The Sunday People.

## Premios y nominaciones
Katie: My Beautiful Face fue nominada para «Mejor documental único» en los  BAFTA Television Awards en junio de 2010, pero no ganó, el trofeo fue otorgado a Wounded de BBC One.
El mes anterior, la directora Jessie Versluys ganó el premio Breakthrough Talent en la ceremonia de Craft BAFTA de 2010, por sus créditos, entre ellos Katie: My Beautiful Face y The Hospital.
Piper asistió a ambas ceremonias BAFTA, acompañando a Versluys al evento Craft.
Piper fue nombrada ganadora del «Courage Award» en los Pride of Andover Awards (con el apoyo de Andover Sound) en octubre de 2010; luego, el 6 de octubre, fue anunciada como ganadora del premio «Most Inspirational» votado públicamente en los Inspiration Awards for Women.
También ganó el premio «Women to Watch: Inspiration» en el «Red's Hot Women Awards» de la revista Red en 2010.
En febrero de 2011, Katie: My Beautiful Face ganó el premio al «Mejor programa documental» en los Premios Broadcast; Piper asistió para recoger el premio junto a los cineastas.
Piper fue galardonada con el premio «You Can» de los Women of the Year Awards 2011, celebrados en octubre de 2011.

### Otras apariciones públicas
El 28 de abril de 2010, habló (en una forma política no partidaria) en una conferencia de prensa del Partido Laborista, donde describió cómo las cámaras CCTV habían sido fundamentales para condenar a sus atacantes. Piper también asistió al evento Glam in the City, que tuvo lugar en Glasgow en junio de 2010.

## Katie Piper Foundation
A fines de 2009, Piper estableció una organización benéfica, la Katie Piper Foundation, para concienciar sobre la difícil situación de las víctimas de quemaduras y otras lesiones por desfiguración: la organización benéfica también lucha por el tratamiento especializado que recibió Piper, como el plan de cuidado posterior realizado en Francia, para estar más ampliamente disponible para los pacientes en Gran Bretaña. Simon Cowell es un mecenas de la fundación, junto con el cirujano, el Dr. Mohammad Ali Jawad.